# Кіркенес
Кіркенес (норв. Kirkenes, фін. Kirkkoniemi, півн.-саам. Girkonjárga) — місто в північно-східній частині Норвегії, у фюльке Фіннмарк, приблизно за 8 км від норвезько-російського кордону.

## Клімат
Місто розташоване у зоні, котра характеризується континентальним субарктичним кліматом. Найтепліший місяць — липень із середньою температурою 12.1 °C (53.8 °F). Найхолодніший місяць — січень, із середньою температурою -11.8 °С (10.8 °F).
| Клімат Кіркенеса        | Клімат Кіркенеса | Клімат Кіркенеса | Клімат Кіркенеса | Клімат Кіркенеса | Клімат Кіркенеса | Клімат Кіркенеса | Клімат Кіркенеса | Клімат Кіркенеса | Клімат Кіркенеса | Клімат Кіркенеса | Клімат Кіркенеса | Клімат Кіркенеса | Клімат Кіркенеса |
| Показник                | Січ.             | Лют.             | Бер.             | Квіт.            | Трав.            | Черв.            | Лип.             | Серп.            | Вер.             | Жовт.            | Лист.            | Груд.            | Рік              |
| Абсолютний максимум, °C | 8                | 10               | 10               | 13               | 27               | 31               | 31               | 27               | 20               | 13               | 12               | 10               | 31               |
| Середній максимум, °C   | −8,2             | −7,8             | −3,8             | 0,6              | 5,7              | 12,5             | 16,1             | 13,9             | 8,8              | 2,4              | −2,8             | −5,9             | 2,6              |
| Середня температура, °C | −11,8            | −11,3            | −7,4             | −2,4             | 3                | 8,5              | 12,1             | 10,5             | 6,2              | 0,4              | −5,5             | −9,7             | −0,6             |
| Середній мінімум, °C    | −16,2            | −15,1            | −10,8            | −5,7             | 0                | 5,2              | 8,7              | 7,5              | 3,6              | −1,9             | −8,7             | −13,4            | −3,9             |
| Абсолютний мінімум, °C  | −37              | −38              | −30              | −19              | −12              | −1               | 0                | 0                | −2               | −14              | −27              | −33              | −38              |
| Норма опадів, мм        | 32               | 23               | 21               | 20               | 23               | 41               | 60               | 62               | 47               | 35               | 33               | 33               | 430              |
| Днів з опадами          | 8,5              | 6,5              | 6                | 6,2              | 6                | 8,2              | 8,9              | 10,5             | 9,8              | 9,5              | 8,6              | 9                | 97,7             |
| Днів з дощем            | 1                | 1                | 2                | 6                | 15               | 18               | 16               | 17               | 18               | 13               | 5                | 2                | 114              |
| Днів зі снігом          | 22               | 19               | 18               | 17               | 10               | 3                | 0                | 0                | 2                | 14               | 21               | 22               | 148              |
| Вологість повітря, %    | 90               | 90               | 85               | 80               | 75               | 70               | 75               | 80               | 80               | 90               | 90               | 90               | 82.9             |
| ----------------------- | ---------------- | ---------------- | ---------------- | ---------------- | ---------------- | ---------------- | ---------------- | ---------------- | ---------------- | ---------------- | ---------------- | ---------------- | ---------------- |
| Джерело: Weatherbase    |                  |                  |                  |                  |                  |                  |                  |                  |                  |                  |                  |                  |                  |

## Історія
Під час Другої світової війни місто зазнало масованих бомбових ударів: було здійснено понад 1000 авіанальотів з боку СРСР. У Кіркенесі працював завод із виробництва важкої води, яку гітлерівська Німеччина використовувала для реалізації свого атомного проєкту. 27 жовтня 1944 року радянські війська у складі 127-го стрілецького корпусу Карельського фронту зайняли Кіркенес.

## Міста-побратими
- Росія, Нікель (Мурманська область)[2]
- Туреччина, Карс

## Пам'ятки
- Музей Другої світової війни

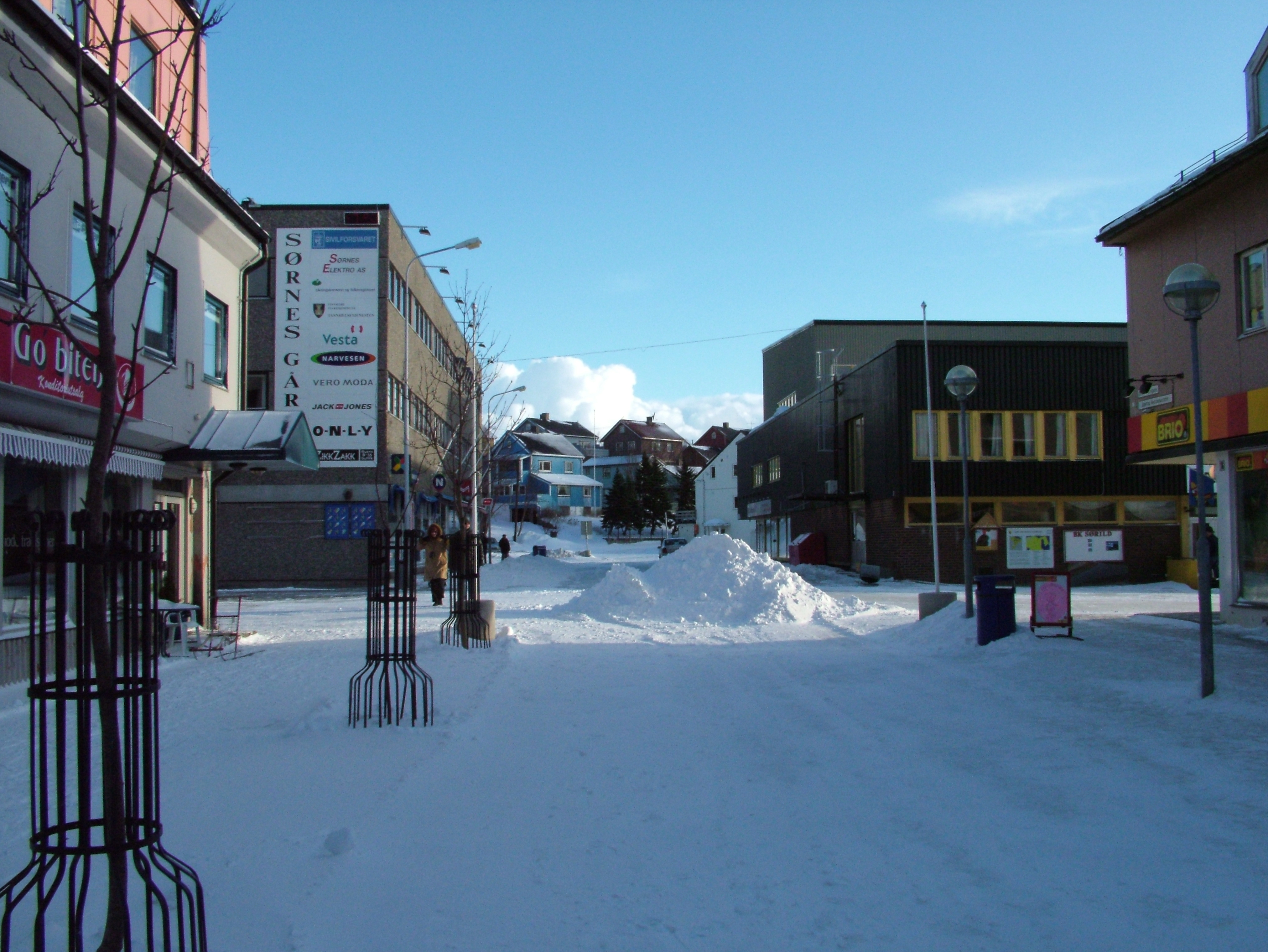
Кіркенес

- Пам'ятник солдатам Червоної армії на площі Роальд Амундсен гате
- Музей саамського художника Й. Савіо

## Люди

### Народилися
- Вегар Ульванг — триразовий олімпійський чемпіон з лижних перегонів.

### Пов'язані з містом
- Ігор Михайлович Дьяконов — сходознавець, у 1944-1945 роках був заступником коменданта Кіркенеса, у 1990-і роки йому присвоїли звання почесного громадянина міста.